# Leptogorgia rubropurpurea
Leptogorgia rubropurpurea is een zachte koraalsoort uit de familie Gorgoniidae. De koraalsoort komt uit het geslacht Leptogorgia. Leptogorgia rubropurpurea werd in 1766 voor het eerst wetenschappelijk beschreven door Pallas. 